# Publio Sulpicio Rufo
Publio Sulpicio Rufo (in latino  Publius Sulpicius Rufus; Roma, 121 a.C. – Laurentum, 88 a.C.) è stato un politico romano.

## Biografia
Fu un aristocratico brillante e ambizioso, oltre che un grande oratore e un appassionato politico dalla vita pubblica molto movimentata. La sua eloquenza "solenne e per così dire tragica" viene ricordata da Cicerone nel De Officiis: "Etiam P. Sulpicii eloquentiam accusatio inlustravit cum seditiosum et inutilem civem, C. Norbanum in iudicium vocavit".
Nonostante i suoi esordi politici siano riconducibili alla difesa della pars nobiliare, ben presto sposò la causa del movimento democratico, accostandosi alla linea drusiana riformista.
Successivamente, divenuto nell'88 a.C. tribuno della plebe, per trovare un valido sostegno politico, dovette lasciare del tutto il suo gruppo originario vicino ai Metelli e Silla e avvicinarsi piuttosto alle posizioni del popularis Gaio Mario e dei cavalieri. Avanzò, quindi, quattro proposte di legge, tra cui quella di distribuire uniformemente in tutte le tribù (e non solo nelle otto previste) il voto degli alleati che avevano acquisito la cittadinanza romana subito dopo la guerra sociale del 90 a.C. Come era pronosticabile, però, il provvedimento incontrò la fiera opposizione dell'oligarchia senatoria, in particolare di Lucio Cornelio Silla, console in carica. Egli, accortosi che non sarebbe riuscito con mezzi legali ad opporsi all'approvazione delle leggi sulpicie, ricorse ad una manovra ostruzionistica. Proclamò, infatti, per una durata di tempo indefinita lo iustitium, ovvero la sospensione di ogni pubblico affare, quindi anche dei comizi che avrebbero dovuto pronunciarsi su tali proposte.
Sulpicio, a tal punto, denunciò l'illegalità dell'azione dei consoli che impediva l'attività dei tribuni e protetto da una banda di seicento cavalieri si rese padrone del Foro. Queste estreme misure politico-sociali posero in grave pericolo la vita dei consoli, in particolare quella di Silla. Silla fu così costretto ad abrogare lo iustitium e riuscì a scampare la morte ritirandosi a Nola col suo esercito.
Sulpicio, invece, rimasto padrone del campo, fece approvare le sue proposte di legge. Ma, il trionfo della pars popularis fu di breve durata. Ciò che di lì a poco avrebbe scatenato una vera e propria guerra civile sarebbe stato il contenuto di una delle quattro leggi sulpicie. Essa, infatti, prevedeva l’abrogatio imperii di Silla e l'attribuzione del comando dell'esercito per la guerra contro Mitridate proprio a Mario. Tuttavia, i soldati rimasero fedeli a Silla in quanto la guerra in Oriente si annunciava come l'occasione per un ricco bottino che il generale avrebbe necessariamente condiviso con i suoi veterani. Da questo momento in poi, gli eventi presero un corso inaspettato. Silla, infatti, anziché piegarsi alla volontà dell'Assemblea e timoroso per la svolta in senso popolare, ricorse all'estrema soluzione (adottata per la prima volta nella storia di Roma) di marciare a capo del suo esercito entro le mura cittadine e contro il Governo di Roma.
Mario e Sulpicio non tentarono neppure di organizzare una controffensiva, in quanto ogni azione militare contro l'esercito regolare sillano sarebbe stata vana. Silla, a tal punto, con l'appoggio del senato chiese ed ottenne che essi e altri dieci esponenti del partito popolare venissero dichiarati hostes rei publicae: chiunque, quindi, poteva impunemente ucciderli e confiscare il loro patrimonio. Sulpicio fu ucciso quasi subito e le sue leggi furono  dichiarate nulle dal momento che la loro approvazione era stata estorta con la violenza ai consoli.
Sulla figura di P. Sulpicio Rufo grava la “damnatio memoriae” della storiografia successiva. Egli più volte è stato tendenziosamente rappresentato come un arrivista, una amante del potere alla spasmodica ricerca di denaro: “Crudeltà, audacia e prepotenza non si arrestavano in lui di fronte a nessuna ignomia e a nessun delitto”
Una descrizione, questa offerta da Plutarco, piuttosto colorita, certamente ispirata dalla propaganda sillana, che contrasta del tutto con lo zelo politico che guidò Sulpicio durante i duri anni di battaglia civile. Dedicò, infatti, gran parte della sua attività politica in difesa dei diritti degli Italici, che ancora, nonostante la concessione della piena cittadinanza, andavano difesi con forza.

## Leggi Sulpicie

### Lex Sulpicia de bello mithridatico C. Mario decernendo
Con questa proposta di legge avanzata da Sulpicio Rufo si affidava a Caio Mario il comando della provincia d'Asia, già toccato in sorte ed assegnato al console Lucio Cornelio Silla, che, come pretore, aveva avuto modo di svolgere in Oriente importanti incarichi politici e militari.
Al fine di evitare che un uomo del senato potesse detenere un enorme potere in quei territori, così rilevanti nel loro campo d'azione, gli equites si strinsero in un patto d'alleanza con i populares, riconoscendo in Mario l'uomo simbolo del loro accordo. Il vecchio generale venne così riportato alla ribalta dopo il breve periodo d'oblio seguito alla guerra sociale, in cui, osteggiato sia dalla parte popolare che da quella ottimate, venne costretto a ritirarsi.
Con il passaggio del comando a Mario, Sulpicio si rese artefice di una proposta di fatto rivoluzionaria: per nessuna ragione, infatti, Silla poteva essere privato della provincia d'Asia se non per l'incombere della morte o per l'abrogazione del suo imperium. In questo intricato clima politico, Sulpicio Rufo cercò dunque il sostegno dei cavalieri e dei popolari ed offrì loro e a Mario la gestione della guerra contro Mitridate, re del Ponto. Costui, infatti, facendo leva sul malcontento popolare, causato dall'eccessiva pressione fiscale, aveva l'obiettivo di abbattere l'egemonia romana in Asia Minore inserendovi la propria.
Silla, a tal punto, tentò di porre un veto alla legge di S. Rufo attraverso lo iustitium, ma la sua successiva quanto repentina fuga portarono all'approvazione della proposta del tribuno. Tuttavia, il suo trionfo e l'alleanza tra cavalieri e popolari durò poco. Infatti, nel momento in cui due tribuni militari si recarono a Nola per rilevare e condurre l'esercito da Mario, cui spettava il comando della guerra mitridatica, i soldati decisero di sostenere ancora una volta il loro generale. Si mostrò dunque decisivo il vincolo di fedeltà che Silla era riuscito ad instaurare con i suoi, premiando con ricompense in denaro o con terre i suoi soldati al termine di ogni campagna militare. I due tribuni vennero lapidati e, dopo la marcia sillana su Roma, Sulpicio Rufo fu ucciso. Questa, come le altre leggi sulpicie, fu cassata in quanto approvata per vim.

### Lex Sulpicia de revocandis vi eiectis
Sulpicio Rufo, tramite questa proposta di legge, promuoveva il ritorno in patria dei seguaci di Livio Druso, i quali, dopo la morte misteriosa del tribuno della plebe, vennero condannati all'esilio per mezzo delle quaestiones Varianae. Questi tribunali vennero creati ad hoc con una lex Varia emanata nel 90 a.C. e avevano il compito di giudicare chi fosse sospettato di aver fomentato la rivolta degli Italici fino allo scoppio della guerra sociale. Si ricordi, infatti, che una delle proposte di legge del tribuno Druso prevedeva per l'appunto la concessione della cittadinanza romana agli Italici.

### Lex Sulpicia de aere senatorum
Questa seconda proposta di legge prevedeva l'esclusione dal senato di tutti coloro i quali avessero un debito superiore alla cifra, seppur non elevata, di 2.000 denarii. Ciò, con tutta probabilità, mirava ancora una volta a rinsaldare l'alleanza politica stipulata tra i cavalieri e il tribuno Sulpicio Rufo. Infatti, ad essere colpiti sarebbero stati soprattutto quei nobiles che avevano contratto debiti con la classe degli equites, per antonomasia, ceto di imprenditori affaristi e finanzieri.
Fu presto abrogata con le altre leges Sulpiciae da Silla.

### Lex Sulpicia de novorum civium libertinorumque suffragiis
La questione degli Italici ha gravato sin da subito sull'attività legislativa di Sulpicio Rufo. Egli, infatti, temeva che i malumori sarebbero risorti con tutta la loro potenza una volta spentisi gli echi di una guerra dolorosa e dissipatosi il giubilo della pace riconquistata, soprattutto riflettendo sulle limitazioni che avevano caratterizzato la concessione della cittadinanza. Propose, così, un incremento dei loro diritti onde evitare nuovi contrasti e agitazioni ingenerati dal disappunto italico nei confronti di Roma. Infatti, nella lex Sulpicia de novorum civium libertinorumque suffragiis il neo tribuno della plebe Sulpicio Rufo proponeva di ripartire gli Italici in tutte le 35 tribù (e non solo nelle 8 previste) e che lo stesso beneficio fosse esteso ai liberti, i quali da una legge di Emilio Scauro (115 a.C.) erano stati di nuovo rigorosamente esclusi dalle tribù rustiche. Così facendo Rufo avrebbe permesso ai ceti alti italici di esercitare il loro diritto di voto partecipando attivamente alla vita politica romana e di pesare maggiormente nei comizi popolari. Di fronte all'opposizione che subito si levò dal senato contro questa legge, Sulpicio cercò l'appoggio degli equites e dei popolari, offrendo loro il comando della spedizione in Oriente. È ipotizzabile, quindi, un fine utilitaristico della legge, più precisamente assicurarsi l'appoggio politico degli Italici nei comizi delle tribù. Tuttavia, si tratta di un'ipotesi inverosimile soprattutto per lo scarto temporale che si insinua tra l'elaborazione della legge e la sua reale applicazione. Infatti, Sulpicio avrebbe dovuto aspettare mesi prima che la ridistribuzione in tribù dei nuovi cives potesse essere attuata e la guerra d'Asia non poteva essere rimandata ancora.
Il provvedimento fu cassato da Silla ma ripristinato da L. Cornelio Cinna, il quale, eletto nuovamente console per l'85 e per l'84, diede vita a un breve periodo di dominio condotto con una politica democratica e di riappacificazione. Silla dittatore abolì definitivamente questa legge.